# Kerfalla Camara
 (décembre 2008).
Si vous disposez d'ouvrages ou d'articles de référence ou si vous connaissez des sites web de qualité traitant du thème abordé ici, merci de compléter l'article en donnant les références utiles à sa vérifiabilité et en les liant à la section « Notes et références ».
Ne doit pas être confondu avec Kerfalla Person Camara.
Pour les articles homonymes, voir Camara.
Kerfalla Camara, né le 1er janvier 1941 à Kindia et mort le 10 septembre 2007 à Villepinte, est un général de l'armée guinéenne. 

## Biographie
Compagnon d'arme de Lansana Conté, le général Kerfalla Camara est membre du Comité militaire de redressement national (CMRN) qui prend le pouvoir le 3 avril 1984 au lendemain de la mort du président Ahmed Sékou Touré.
À la prise du pouvoir, le jeune capitaine est nommé au poste de ministre dans le premier gouvernement de Lansana Conté.
Après avoir conquis des grades et géré beaucoup de départements ministériels, Kerfalla retourne dans sa famille militaire d'origine où il occupe le poste de secrétaire général du CTRN, puis d'inspecteur général des forces armées guinéennes avant d'en être nommé chef d'état major général.
Dans cette dernière fonction, le général Kerfalla Camara dirige, sur autorisation du président Conté, la période d'état de siège décrétée dans tout le pays à la suite des manifestations qui se sont produites dans le pays pendant la grève des centrales syndicales Confédération nationale des travailleurs de Guinée (CNTG) et Union syndicale des travailleurs de Guinée (USTG) (janvier et février 2007). Une partie de la population le considère comme principal responsable de la répression sanglante qui a causé la mort de dizaines de personnes.
Il est limogé par le président Conté, à la suite de la mutinerie des soldats qui réclamaient le paiement de leurs salaires. Malade, le général Kerfalla est mort à Paris alors qu'il y était évacué pour y être soigné.